# Vasile Gergely
Vasile László Gergely (n. 28 august 1941, Baia Mare) este un fost fotbalist din România, care a jucat în echipa națională de fotbal a României la Campionatul Mondial de Fotbal din Mexic, 1970.
A fost component al clubului sportiv Dinamo București al Ministerului Afacerilor Interne și a deținut gradul de locotenent.
A fost implicat în scandalul din 1971 din Bundesliga germană (când juca la Hertha BSC Berlin) pentru luare de mită (15.000 de mărci) în meciul cu Arminia Bielefeld, fiind suspendat pe viață, dar a fost reabilitat în 1973.
În 2010 lucra la cazinoul echipei de fotbal 1. FC Wilmersdorf.

## Distincții
- Ordinul Muncii clasa a III-a (30 aprilie 1962) „pentru cucerirea primului loc în Turneul European de Fotbal Juniori (U.E.F.A.)”[4]
- Ordinul „Meritul Sportiv” clasa a III-a (8 mai 1968) „pentru contribuția deosebită adusă la dezvoltarea mișcării de cultură fizică și sport și pentru merite deosebite în activitatea sportivă de performanță, cu prilejul împlinirii a 20 de ani de la înființarea Clubului sportiv «Dinamo»-București al Ministerului Afacerilor Interne”[1]